# Bilderbergconferentie 2010
De Bilderbergconferentie van 2010 werd gehouden van 3 t/m 6 juni 2010 in het Hotel Dolce in Sitges, Spanje.

## Agenda[1]
- Current Events: North Korea, Iran and Non-Proliferation (Actuele zaken: Noord-Korea, Iran en non-proliferatie)
- Global Cooling: Implications of Slow Economic Growth (Mondiale afkoeling: Implicaties van trage economische groei)
- The Growing Influence of Cyber Technology (De toenemende invloed van cybertechnologie)
- Is Financial Reform Progressing? (Boekt de financiële hervorming voortgang?)
- US and European Fiscal and Financial Challenges (Amerikaanse en Europese fiscale en financiële uitdagingen)
- The European Union and the Crisis of the Euro (De Europese Unie en de Eurocrisis)
- Promises of Medical Science (Beloften van de medische wetenschap)
- Energy's Promises and Challenges (Beloften en uitdagingen van energie)
- Security in a Proliferated World (Veiligheid in een wereld vol proliferatie)
- Social Networking: From the Obama Campaign to the Iranian Revolution (Sociaal netwerk: Van de Obama-campagne tot de Iraanse revolutie)
- Europe-US: A New Approach (Europa-VS: Een nieuwe aanpak)
- Pakistan, Afghanistan and the Region (Pakistan, Afghanistan en de regio)
- Can We Feed the World? (Kunnen wij de wereld voeden?)